# Shanachie Records
Shanachie Records es una compañía discográfica estadounidense fundada en 1975 en Nueva Jersey por Richard Nevins y Dan Collins. El sello recibe el nombre por la palabra gaélica Seanchaí, que era el nombre que recibían históricamente los contadores de historias irlandeses.
El sello es distribuido por E1 Entertainment Distribution.

## Historia
En sus inicios el sello estaba especializado en música interpretada con violín tradicional, con grupos de música celta como Planxty y Clannad. Posteriormente la compañía se abrió a publicar otros géneros como música latinoamericana, africana, soul, country o ska. En 1989 la compañía adquirió el sello Yazoo Records a Nick Perls. Lo que amplió la producciones al jazz y el blues.
En 1992 Shanachie comenzó a publicar CD fundamentalmente de músicos folk y cantautores, incluyendo Richard Shindell, Dolores Keane, John Stewart, Rod MacDonald, Richard Meyer, Karan Casey, Sue Foley, Four Bitchin' Babes, Kevin Gordon, entre otros.

Shanachie Records también publicó a un buen número de artistas reggae, como Rita Marley, Augustus Pablo, Skavoovie and the Epitones, Yabby You, The Mighty Diamonds, Lucky Dube, Max Romeo y John Brown's Body.[cita requerida]
 Shanachie hizo de enlace para Estados Unidos del sello británico especializado en  reggae, Greensleeves Records, hasta 1987.[cita requerida]
Entre los artistas latinos que publicaron con el sello Shanachie se encuentran Los Jóvenes del Barrio.